# Nab at-Tajjib
Nab at-Tajjib (arab. نبع الطيب) – miejscowość w Syrii, w muhafazie Hama. W 2004 roku liczyła 1521 mieszkańców.